# John Frederic Daniell

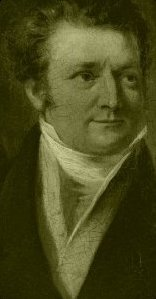
John Frederic Daniell.

John Frederic Daniell (12 de marzo de 1790 - 13 de marzo de 1845) fue un químico y físico inglés.
Nació en Londres, convirtiéndose en 1831 en el primer profesor de química del recién fundado King's College de Londres. Su nombre se recuerda fundamentalmente por la invención de la pila Daniell (Phil. Trans., 1836), una pila eléctrica mucho mejor que las otras celdas voltaicas entonces disponibles. También invento el higrómetro de rocío que lleva su nombre (Quar. Journ. Sci., 1820) y un pirómetro registrador (Phil. Trans., 1830). En 1830 montó un barómetro de agua en el vestíbulo de la Royal Society, con el que realizó gran número de observaciones (Phil. Trans., 1832). En Nueva York se estuvo utilizando durante cierto tiempo un procedimiento descubierto por él para la fabricación de gas del alumbrado a base de trementina y resina.
Entre sus publicaciones se encuentran: Meteorological Essays (1823), Essay on Artificial Climate considered in its Applications to Horticulture (1824), en la que se demostraba la necesidad de que existiese una atmósfera húmeda en los invernaderos destinados a las plantas tropicales, y una Introduction to the Study of Chemical Philosophy (1839).
Murió súbitamente de apoplejía a los 55 años de edad durante una reunión del consejo de la Royal Society, de la que era miembro desde 1813, y de la que había sido secretario de relaciones exteriores desde 1839.
En la Luna hay un cráter que lleva su nombre, concretamente el denominado cráter Daniell.